# Mount Vélain
Mount Vélain är ett berg i Antarktis. Det ligger i Västantarktis. Argentina, Chile och Storbritannien gör anspråk på området. Toppen på Mount Vélain är 904 meter över havet, eller 606 meter över den omgivande terrängen. Bredden vid basen är 21,7 km. Mount Vélain ingår i Princess Royal Range.
Terrängen runt Mount Vélain är kuperad norrut, men söderut är den platt. Havet är nära Vélain åt sydost. Trakten är obefolkad. Det finns inga samhällen i närheten.